# Michaił Minin
Michaił Pietrowicz Minin (ros. Михаи́л Петро́вич Ми́нин; ur. 29 lipca 1922 w guberni pskowskiej, zm. 10 stycznia 2008 w Pskowie) – żołnierz Armii Czerwonej, podpułkownik artylerii, uczestnik II wojny światowej, jeden z żołnierzy, który 30 kwietnia 1945 zawiesili Sztandar Zwycięstwa w Berlinie nad budynkiem Reichstagu.

## Życiorys
Od 1941 walczył na Froncie Leningradzkim, później brał udział w przełamywaniu blokady Leningradu. Służył w wojskach artyleryjskich, przeszedł szlak bojowy aż do Berlina. Uczestnik zdobywania Berlina przez Armię Czerwoną, 30 kwietnia 1945 wdarł się do budynku Reichstagu, następnie wszedł na dach i zawiesił na nim Sztandar Zwycięstwa. Po wojnie ukończył Wojskową Akademię Inżynieryjną im. Waleriana Kujbyszewa. W armii służył do 1959, z wojsk rakietowych zwolniony w stopniu podpułkownika z powodu choroby. Od 1977 mieszkał w Pskowie, gdzie zmarł.
Był przedstawiony do odznaczenia Złotą Gwiazdą Bohatera Związku Radzieckiego.

## Odznaczenia
- Order Czerwonego Sztandaru (18 maja 1945)
- Order Wojny Ojczyźnianej II klasy (dwukrotnie)
- Order Czerwonej Gwiazdy
- Medal „Za zasługi bojowe”